# 아도니스 (시인)
알리 아흐마드 사이드 에스베르(아랍어: علي أحمد سعيد إسبر, 1930년 1월 1일 ~ )는 필명인 아도니스(أدونيس, Adonis) 또는 아두니스(Adunis)라는 이름으로 알려진 시리아의 시인, 수필가, 번역가이다. 20세기 후반에 아랍의 시문학에 모더니즘 혁명을 주도하여 영어권 세계에서 T. S. 엘리엇에 필적하는 "지진적인 영향"을 미친 시인이라는 평가를 받았다.
아도니스의 출판물에는 20권의 시, 13권의 비평 작품이 포함된다. 아도니스가 아랍어로 번역한 책에는 생존 페르스와 이브 본푸아의 시, 오비디우스의 《변신 이야기》(2002년)의 완전한 1번째 아랍어 번역본을 포함한다. 여러 권으로 구성된 아도니스의 《아랍 시 선집》(ديوان الشعر العربي)은 2,000년이 넘는 역사를 가진 아랍어 구절들을 다루고 있으며 1964년에 처음 출간되었다. 아도니스는 아랍 세계에서 가장 위대한 살아있는 시인으로 여겨졌으며 노벨 문학상 후보로 거론되기도 했다.

## 생애

### 생애 초반과 교육
아도니스는 1930년 1월에 시리아 서부 라타키아 근교에 위치한 라타키아주 알카사빈 마을에서 평범한 알라위파 농민의 아들로 태어났다. 아도니스는 학교에서 정규 교육을 받을 여유가 없었기 때문에 어린 시절의 대부분을 지역 쿠타브(모스크 계열 학교)에서 꾸란을 배우고 아버지가 소개한 아랍의 고전 시를 암송하는 것으로 대신했다.
1944년에 촌장의 적개심과 아버지의 꺼림칙함에도 불구하고 젊은 시인이었던 아도니스는 알카사빈 마을을 방문하고 있던 시리아의 슈크리 알쿠와틀리 대통령 앞에서 간신히 자신의 시 한 편을 낭송했다. 젊은 시인의 시 낭송에 감탄한 알쿠와틀리 대통령은 그에게 도움이 필요한 것이 있는지 물었는데 아도니스는 "학교에 가고 싶습니다."라고 응수했다고 한다. 아도니스는 타르투스에 위치한 프랑스계 국립 고등학교로부터 장학금을 받으면서 입학했다. 시리아에 마지막으로 남아 있던 프랑스계 국립 고등학교였던 이 학교는 1945년에 폐교했고 아도니스는 1949년에 학교를 졸업하기 이전에 다른 국립학교로 전학했다.
아도니스라는 필명은 17세 시절에 여러 문학 잡지에 본명으로 등록하려고 했으나 거절당하자 본인이 "편집자들에게 자신의 조숙한 재능, 이슬람교 이전의 범지중해적인 뮤즈를 일깨워 주기 위해서 직접 고른 필명"이라고 한다. 시리아 정부로부터 장학금을 받으면서 훌륭한 학생이 된 아도니스는 1950년에 시리아 대학교(현재의 다마스쿠스 대학교)에 입학하여 법학, 철학을 전공했고 같은 해에 자신의 1번째 시집인 《달릴라》를 발표했다. 1954년에 다마스쿠스 대학교에서 철학 학사 학위를 받으면서 졸업했고 1973년에는 레바논 베이루트 세인트 조지프 대학교에서 아랍 문학 박사 학위를 취득했다.
시리아 사회민족당 소속이었던 아도니스는 1955년부터 1956년까지 군 복무를 하던 도중에 일어난 아드난 알말키 장교 암살 사건에 연루되어 수감되기도 했는데 레바논의 정치인인 안툰 사데가 이끌던 시리아 사회민족당은 유럽의 대시리아 식민지화와 분할을 반대해 왔다. 이 정당은 대시리아를 합의에 의해 지배되는 진보적인 사회로 변모시키고 인종이나 종파를 막론하고 모두에게 동등한 권리를 제공하는 세속적이고 국가적(엄밀히 아랍은 아니었음)인 접근법을 주장했다.

### 사생활
아도니스는 1956년에 문학 평론가인 칼리다 사이드(혼전 성씨: 살레흐)와 결혼하여 문학 잡지 《시르》와 《마와키프》에 편집 역할을 도왔다. 아도니스 부부는 프랑스 파리 세계문화원장을 역임한 아르와드, 프랑스 파리·레바논 베이루트를 오가던 예술가인 니나르라는 2명의 딸이 있다. 아도니스는 1975년부터 프랑스 파리에서 거주했다.
아도니스는 저서 《미완성된 정체성》(Identité Inachevée)에서 "사회 전체에 강요된 기관으로서의 종교"에 반대하면서도 개인의 종교 자유에 대한 지지를 표명한다. 아도니스는 자신을 "이교도적 신비주의자"라고 묘사하면서 다음과 같이 상세히 전했다.
제가 보기에 신비주의는 다음과 같은 요소들에 기초합니다.
첫째, 현실은 포괄적이고 무한하며 제한되지 않습니다. 그것은 우리에게 드러나 보이고 보여지는 것이고, 보이지 않고 감추어진 것입니다.
둘째, 우리에게 보여지고 드러나는 것이 반드시 진리의 실제적인 표현은 아닙니다. 그것은 아마도 피상적이고 일시적이며 덧없는 진리의 표현일 것입니다. 현실을 진실로 표현할 수 있으려면 감추어져 있는 것을 보려는 노력도 해야 합니다.
셋째, 진실은 미리 만들어진 것이 아닙니다. 우리는 책에서 진실을 배우는 게 아닙니다! 진실은 탐구되고 파헤쳐지고 발견됩니다. 결과적으로 세계는 사업이 끝난 것이 아닙니다. 세계는 이미지, 관계, 언어, 단어, 사물의 폭로, 창조, 건설, 갱신을 알리는 끊임없는 불꽃 신호가 이어지고 있습니다.

### 베이루트와 파리
아도니스는 1956년에 시리아를 탈출하여 레바논 베이루트에 형성된 예술가, 작가, 망명자들로 구성된 활기찬 공동체에 합류했다. 아도니스는 해외에 정착하여 주로 레바논과 프랑스에서 경력을 쌓았다. 1957년에는 실험적인 시를 발표하면서 강한 비판에 직면했던 문학 잡지 《마잘라트 시르》(Majallat Shiʿr, 아랍어로 "시 잡지"나는 뜻)를 창간했는데 이는 아랍 세계에서 틀립없이 가장 영향력 있는 문학지였다. 《마잘라트 시르》는 1964년에 출판을 중단하였고 아도니스는 1967년에 출판이 재개되었을 때에 《시르》(Shiʿr) 편집자로 다시 합류하지 않았다. 아도니스는 레바논에서 아랍인을 하나의 민족으로 여긴 범아랍주의의 영향을 받았는데 그의 강렬한 민족주의 감정은 베이루트의 신문 《리산 알할》(Lisan al Hal)에서 출구를 찾았다. 아도니스는 1968년에 또다른 문학 정기 간행물인 《마와키프》(Mawaqif, 아랍어로 "방향"이라는 뜻)를 창간하면서 또다른 실험시를 게재했다.
아도니스의 시는 그의 민족주의적 관점과 신비주의적 관점이 결합된 표현이 특징이다. 아도니스는 수피파 용어(기술적인 의미들이 명시적이기보다는 함축되어 있는 것)를 사용하면서 현대 아랍의 시문학에서 신수피파 경향의 선도적인 주역이 되었다. 이러한 경향은 1970년대에 시작되었다.
아도니스는 1960년부터 1961년까지 프랑스 파리에서 공부할 수 있는 장학금을 받았고 1970년부터 1985년까지 레바논 대학교에서 아랍 문학 교수로 근무했다. 1976년에는 다마스쿠스 대학교에서 초빙 교수로 근무했으며 1980년에는 레바논 내전을 피해 프랑스 파리로 이민을 갔다. 1980년부터 1981년 사이에 파리의 아랍어 교수로 근무했고 다마스쿠스 대학교, 소르본 대학교, 미국 조지타운 대학교와 프린스턴 대학교 교수로도 근무했다. 1985년에는 자신의 아내와 2명의 딸과 함께 프랑스 파리로 이주했는데 파리는 그들의 1차 거주지로 남아 있다.
아도니스는 시리아에 임시로 체류하는 동안에 시리아 바트당의 기관지이기도 한 시리아의 신문인 《알사우라》(الثورة)의 문화면 편집자로 근무했으나 그가 제시한 의제와 충돌을 빚은 시리아의 친정부 성향 작가들은 아도니스를 강제로 국외로 추방시키는 계기를 제공하게 된다.

## 노벨 문학상 후보
노벨 문학상 후보로 거론된 아도니스는 1988년부터 정기적으로 노벨 문학상 후보에 올랐다. 아도니스는 2011년에 독일의 대표적인 문학상인 괴테상을 수상하면서 노벨 문학상 수상 경쟁자로 부상하였으나 스웨덴의 시인인 토마스 트란스트뢰메르가 노벨 문학상을 수상했다. 스웨덴 한림원의 상임이사였던 페테르 엥룬드(Peter Englund)는 노벨 문학상에는 정치적 차원이 없다고 평가하면서 그러한 개념을 "더미에 대한 편견이라고 묘사했다.
아도니스는 토마스 트란스트뢰메르의 명성을 아랍 세계에 전파하는데 도움을 주었으며 트란스트뢰메르와 함께 시 낭송에 참여했다. 아도니스는 트란스트뢰메르의 전집을 아랍어로 최초로 번역한 책(이라크의 카셈 하마디(Kassem Hamady)가 번역했으며 베다야트 출판사(Bedayat)에서 출간됨)에 대한 소개문도 썼다.
트란스트뢰메르는 원문 그대로 자신의 인간 상태를 시로 표현하려고 하는데 시는 상황을 드러내는 예술입니다. 그의 뿌리가 고전적, 상징적, 율동적 측면으로 시의 땅 속 깊숙이 들어가 있지만 그는 한 학파에 속하는 것으로 분류될 수 없습니다. 그는 하나이고 다수여서 마치 그의 시를 통해 볼 수 있고 볼 수 없는 것이 그의 시를 창조하는 것을 마치 그 본질이 세계의 꽃인 것처럼 우리가 관찰할 수 있게 해 줍니다.

## 유산 및 영향

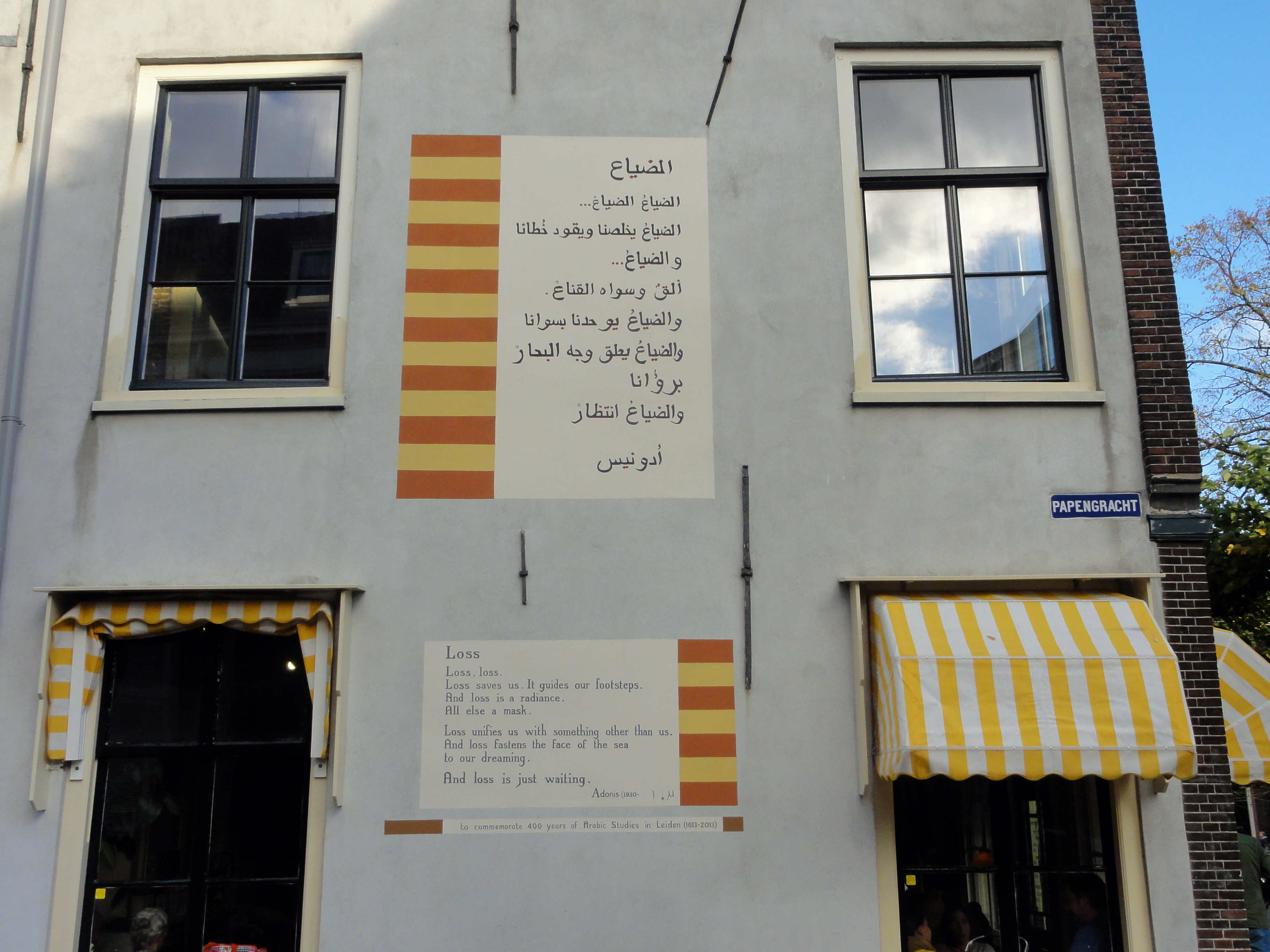
네덜란드 레이던의 건물 외벽에 전시된 아도니스의 시 《다야》(Dayâ)

아도니스의 시와 비평은 고전 시문학에 뿌리 깊게 박혀 있지만 현대 아랍 사회의 곤경과 반응을 전달하기 위해 고용된 '새로운 시적 언어와 리듬'을 창조하는 등 아랍의 시문학을 발전시키는 데에 미치는 광범위한 영향으로 인정받고 있다. 미렌 고세인은 "아도니스가 현대 아랍의 시문학에 기여한 주요 공헌 가운데 하나는 자유, 테마가 있는 자유인데 시적 비전의 독특함을 통한 단어 그 자체가 있는 자유이다."라고 평가했다.
아도니스는 영어 시문학에서 T. S. 엘리엇에 버금가는 아랍 모더니즘의 역할을 한 것으로 평가받고 있다. 문예 문화 평론가인 에드워드 사이드 컬럼비아 대학교 교수는 그를 "오늘날 가장 대담하고 도발적인 아랍의 시인"이라고 평가했다. 아도니스의 《낮과 밤의 페이지》를 번역한 미국의 시인인 새뮤얼 존 헤이조(Samuel John Hazo)는 "아랍의 시문학은 아도니스 이전과 이후로 나뉜다."라고 평가했다.
아랍에미리트의 비즈니스 잡지인 《아라비안 비즈니스》(Arabian Business)는 2007년에 발행된 제27호에서 아도니스를 가장 영향력 있는 아랍인 100명 가운데 한 사람으로 지명하면서 "아도니스는 시인과 이론가로서, 그리고 아랍 문화에 대한 급진적인 비전을 가진 사상가로서 같은 시대 사람들과 아랍의 젊은 세대의 시인들 모두에게 강력한 영향력을 행사해 왔다. 아도니스라는 이름은 그의 시가 구현한 하다사(حداثة, 모더니즘)와 동의어가 되었다. 1972년에 출간된 《자만 알시르》(زمن الشعر)와 같은 비평집은 아랍 세계의 문학 비평에서 획기적 사건으로 여겨진다."라고 평가했다.
펜 아메리카의 펜 나보코프상 심사위원단은 2017년에 아도니스를 펜 나보코프상 수상자로 선정하면서 "'아도니스'라는 필명으로 알려진 알리 아흐마드 사이드 에스베르는 언어의 힘과 혁신의 대담성, 감정의 깊이를 통해 세계에서 가장 오래된 시적 언어 가운데 하나인 아랍어를 활기차고 긴급하게 만드는 데에 일조했다. 과거에 대해 깊은 존경을 갖고 있는 선지자인 아도니스는 자신의 소중한 정체성, 기억, 망명 등을 뼈저리게 아름다운 시로 표현해 왔으며 비평가와 번역가로서의 그의 작품은 그를 문화 간의 살아있는 가교로 만들어 주었다. 그의 위대한 작품체는 21세기 문학에 대한 어떠한 의미 있는 정의도 현대 아랍 시를 포함해야 한다는 것을 상기시킨다."라고 평가했다.

## 수상
- 1995년 나즘 히크메트 국제 시문학상 수상[21]
- 1997년 스트루가 시의 저녁 황금화관상 수상[22]
- 1997년 프랑스 예술문화훈장
- 1999년 노니노 시상 수상[23]
- 2001년 괴테 메달 수상[24]
- 2002-2003년 알오와이스상 문화·과학적 성취 부문 수상[25]
- 2003년 아메리카 문학상 수상
- 2007년 비에른손상 수상[26]
- 2011년 괴테상 수상[27]
- 2013년 페트라르카상 수상[24]
- 2014년 야누스 판노니우스 국제 시문학상 수상[28]
- 2015년 아산 기념 시문학상 수상[29]
- 2015년 에리히 마리아 레마르크 평화상 수상[24]
- 2016년 스티그 다게르만상 수상[30]
- 2017년 펜 나보코프상 국제 문학 성취 부문 수상[31]